# Севастопольський морський рибний порт
Севасто́польський морськи́й ри́бний порт — універсальний незамерзаючий морський порт Севастополя, розташований на узбережжі Чорного моря в Комишовій бухті.
Севастопольський морський рибний порт був організований розпорядженням Ради Міністрів Української РСР № 108-р від 29 січня 1964 року. З жовтня 1992 року порт відкритий для міжнародного вантажного сполучення. 1 грудня 1993 року порт був реорганізований у державне підприємство «Севастопольський морський рибний порт». Наразі підприємство перебуває у сфері управління Державного комітету рибного господарства України.
Підприємство здійснює комплекс робіт, пов'язаних із морським перевезенням та зберіганням рибопродукції, нафтопродуктів, генеральних вантажів, металу тощо, а також надає послуги з прийому судів. Порт має 9 вантажних причалів загальною довжиною 1277 м. За 11 місяців 2010 року порт обробив 2 446 000 тонн вантажів.